# همه چیز درباره استیو
همه چیز دربارهٔ استیو (انگلیسی: All About Steve) فیلمی در ژانر کمدی رمانتیک است که در سال ۲۰۰۹ منتشر شد.

## خلاصه فیلم
یک طراح جدول نشریات عاشق یک فیلم‌بردار شبکه CNN می‌شود و باور دارد که وی عشق گمشده زندگی اوست و تمام تلاشش را می‌کند تا به او بفهماند که آن دو برای یکدیگر آفریده شده‌اند...

## بازیگران
- ساندرا بولاک
- بردلی کوپر
- توماس هیدن چرچ
- کن جیونگ
- دی‌جی کوالز
- کتی میکسون
- کیث دیوید
- بت گرانت
- ام. سی. گینی
- لونل
- نوآ مانک